# Fűrész III.
A Fűrész III. (Saw III) 2006-ban bemutatott amerikai thriller Darren Lynn Bousman rendezésében, Tobin Bell és Shawnee Smith főszereplésével, mely a Fűrész horrorsorozat harmadik része.

## Cselekmény
Egy SWAT-csapat a sorozatgyilkos legújabb áldozatának maradványait találja meg. Az áldozatnak, Troynak, láncokat kellett volna kitépnie a testéből, különben egy bomba felrobbantotta volna. A helyszínre siet Rigg hadnagy, Hoffmann nyomozó és Allison Kerry. Kerry, akinek bűntudata van Matthews nyomozó eltűnése miatt, rámutat, hogy ez az eset más, mint a többi: a menekülésre szánt útvonal eleve le volt zárva. Márpedig a gyilkos eddig mindig biztosította a lehetőséget a szabadon távozásra, ha az áldozat túlélte a viszontagságokat. Aznap este, amikor visszanézi a videófelvételeket, elrabolják,és egy géphez kötözik, melyek széttépik a bordájánál fogva, hacsak nem szerzi meg a savba mártott kulcsot időben. Bár sikerrel jár, a csapda akkor is működésbe lép, és megöli őt.
A rákja miatt ágyhoz kötött John Kramer eközben utasítja Amandát, hogy rabolja el és hozza el hozzá Dr. Lynn Denlont a kórházból. A nőnek az a feladata, hogy tartsa addig életben Johnt, amíg a többi áldozattal zajló játék véget nem ér. Hogy biztosan minden rendben alakuljon, Amanda egy robbanó nyakörvet tesz rá, mely működésbe lép, ha John szíve megáll, illetve ha a nő megpróbálna megszökni. Közben a másik áldozat, Jeff, egy régi húsüzemben ébred. Az általa talált kazetta szerint különféle próbatételeken kell átmennie, és a végén eljuthat ahhoz az emberhez, aki a gyermeke haláláért felelős. Jeff fia három évvel ezelőtt vesztette életét, amikor egy részeg sofőr halálra gázolta, és azóta teljesen a rögeszméjévé vált a bosszú. Emiatt még a feleségétől és a lányától is teljesen elhidegült.
Az első teszt során egy húsfagyasztó részlegben találja meg Danica Scottot, a nőt, aki szemtanúja volt a fia halálának, mégsem volt hajlandó tanúskodni. A nő meztelenül áll kikötözve, és folyamatosan jéghideg vízzel locsolja egy berendezés. Jeff a halálát kívánja, végül mégis úgy dönt, hogy megmenti a nőt. Sajnos már későn: mire ki tudná szabadítani, halálra fagy. A második próbatétel helyszíne egy hatalmas kád, amelyben Halden bíró hever megláncoltan. Mindössze hat hónapot adott a részeg sofőrnek, és ezért azzal kell bűnhődnie, hogy a behulló malactetemek alatt megfullad. Jeff mégis megmenti az életét, annak ellenére, hogy ezért el kell égetnie a fia személyes holmijait. A harmadik helyszínen magával a tettessel, Timothy Younggal találkozik, akinek a végtagjai és a nyaka ki vannak feszítve, és egy gép egyre jobban húzza azokat. A leállító kulcs egy sörétes puskához van kötve, amely véletlenül megöli Halden bírót, és már túl későn találja meg ahhoz, hogy Young életét megmentse.
Eközben Lynn egy műtéttel megpróbálja eltávolítani John Kramer koponyájának egy darabját, hogy csökkentse az agyra nehezedő nyomást. Közben a férfi egy másik nőről hallucinál, akinek a nevét kiáltja, és ez összezavarja Amandát. Egy múltbeli jelenetben láthatjuk, hogyan engedte számára Kramer, hogy könyörületből öljön, a jelenben pedig elolvas egy neki szóló levelet, aminek hatására hisztérikus lesz. Bár Jeff teljesítette a tesztet, mégsem hajlandó elengedni Lynnt. Bevallja, hogy már nem hisz Kramer ideológiájában, és pusztán kedvtelésből gyilkol és építi a szerkezeteket. Azt állítja, hogy Matthews nyomozóval is megküzdött és megölte őt, de Kramer szerint csak hagyta meghalni.
Már nem hallgatván Kramerre, Amanda hátbalövi Lynnt, éppen akkor, amikor váratlanul betoppan Jeff. A nála lévő fegyverrel halálra sebzi Amandát. Miközben haldoklik, Kramer bevallja neki, hogy az egész nem Lynn, hanem az ő próbatétele volt: valaki, aki már kedvtelésből öl, nem lehet az ő szellemi örököse, ezért próbára tette, hogy képes-e valakit életben hagyni. Mi több, azt is eltitkolta előle, hogy Jeff és Lynn házasok. Kramer ezek után felajánlja, hogy mentőt hív Lynnhez, de csak egy utolsó próbatétel után. Vagy megbocsát neki a férfi, vagy meg is ölheti őt. Jeff bár azt állítja, hogy megbocsát, de aztán mégis elvágja Kramer torkát. A haldokló Kramer lejátszik egy utolsó kazettát, miközben rájuk zárul a helyiség ajtaja: eszerint döntésének, hogy megölte őt, végzetes következményei lesznek. Egyedül ő tudta ugyanis, hol van a lánya, akit közben elraboltak. Hogy megmentse őt, egy újabb játékot kell játszania. Amint Kramer meghal, Lynn feje felrobban a bombától, Jeff pedig egyedül marad, bezárva, a három holttest között.

## Szereplők
| Karakter                       | Színész         | Szinkronhang      |
| ------------------------------ | --------------- | ----------------- |
| John (Jigsaw)                  | Tobin Bell      | Végvári Tamás     |
| Amanda                         | Shawnee Smith   | Solecki Janka     |
| Jeff                           | Angus Macfadyen | Kőszegi Ákos      |
| Lynn                           | Bahar Soomekh   | Kéri Kitty        |
| Eric Matthews                  | Donnie Wahlberg | Epres Attila      |
| Kerry                          | Dina Meyer      | Urbán Andrea      |
| Adam                           | Leigh Whannell  | Kossuth Gábor     |
| Tim                            | Mpho Koaho      | Papp Dániel       |
| Halden bíró                    | Barry Flatman   | Barbinek Péter    |
| Rigg                           | Lyriq Bent      | Bognár Tamás      |
| Troy                           | J. LaRose       | Seder Gábor       |
| Danica                         | Debra McCabe    | Németh Kriszta    |
| Hoffman, törvényszéki szakértő | Costas Mandylor |                   |
| Jill                           | Betsy Russell   |                   |
| Nővér a sürgősségin            | Jane Luk        |                   |
| Dylan                          | Stefan Georgiou |                   |
| Corbett                        | Niamh Wilson    | Pekár Adrienn     |
| Chris                          | Alan Van Sprang |                   |
| Deborah                        | Kim Roberts     | Zborovszky Andrea |